# Liste der Biografien/Masl
Liste der Biografien |
Portal Biografien |
Personensuche
# |
A |
B |
C |
D |
E |
F |
G |
H |
I |
J |
K |
L |
M |
N |
O |
P |
Q |
R |
S |
T |
U |
V |
W |
X |
Y |
Z |
?
 
Ma |
Mb |
Mc |
Md |
Me |
Mf |
Mg |
Mh |
Mi |
Mj |
Mk |
Ml |
Mm |
Mn |
Mo |
Mp |
Mq |
Mr |
Ms |
Mt |
Mu |
Mv |
Mw |
Mx |
My |
Mz
 
Maa |
Mab |
Mac |
Mad |
Mae |
Maf |
Mag |
Mah |
Mai |
Maj |
Mak |
Mal |
Mam |
Man |
Mao |
Map |
Maq |
Mar |
Mas |
Mat |
Mau |
Mav |
Maw |
Max |
May |
Maz
 
Masa |
Masb |
Masc |
Masd |
Mase |
Masg |
Mash |
Masi |
Masj |
Mask |
Masl |
Masm |
Masn |
Maso |
Masp |
Masq |
Masr |
Mass |
Mast |
Masu |
Masv |
Masw |
Masy |
Masz
Die Liste der Biografien führt alle Personen auf, die in der deutschsprachigen Wikipedia einen Artikel haben. Dieses ist eine Teilliste mit 76 Einträgen von Personen, deren Namen mit den Buchstaben „Masl“ beginnt.

## Masl
- Masl, Rudolf (1920–1943), österreichischer Schlossergehilfe und Widerstandskämpfer gegen den Nationalsozialismus

### Masla
- Maslač, Anđela (* 1962), kroatische Fußballspielerin
- Maslach, Christina (* 1946), US-amerikanische PsychologinChristina Maslach (* 1946)

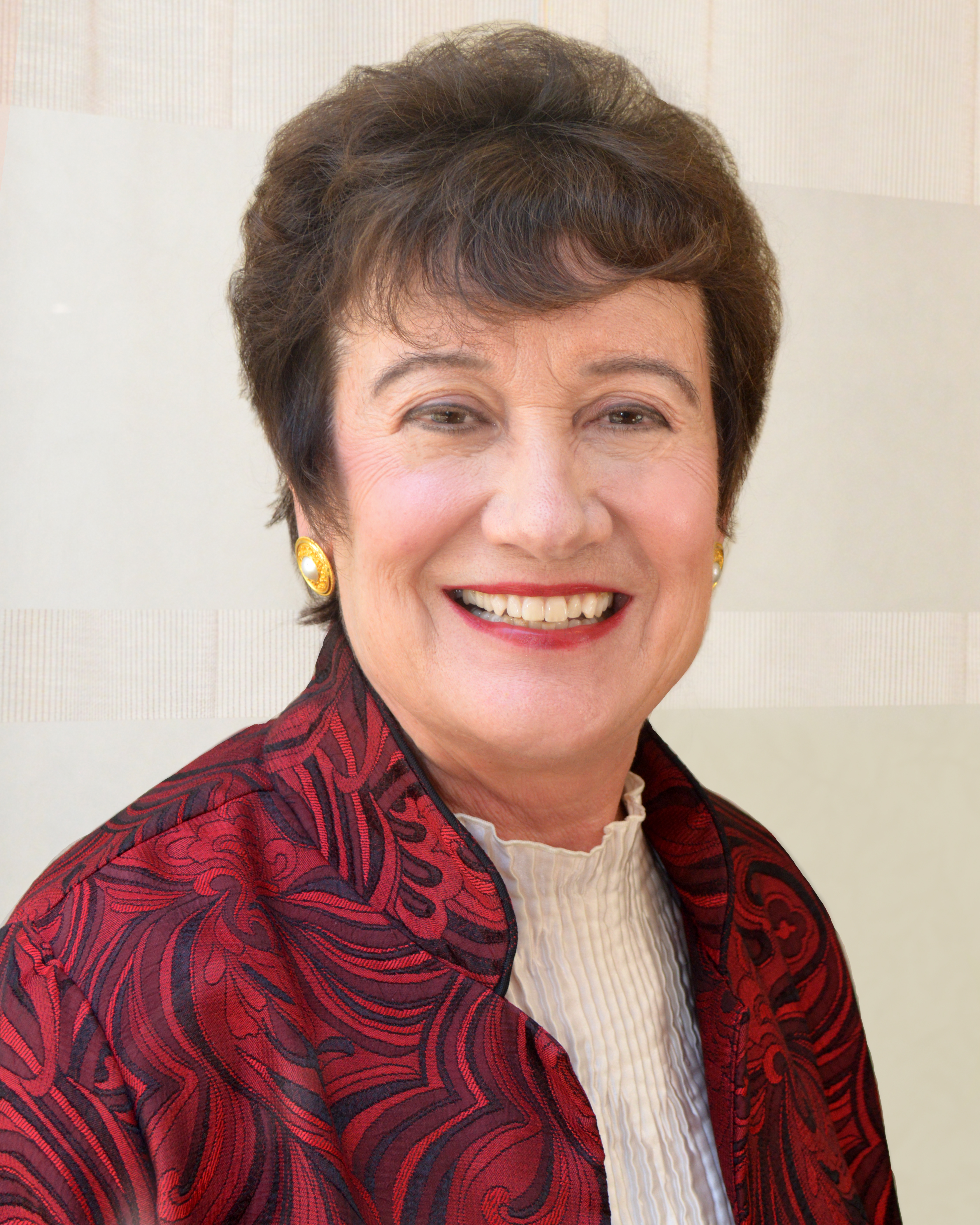
Christina Maslach (* 1946)

- Maslak, Keshavan (* 1947), US-amerikanischer Jazzmusiker
- Maslak, Konstantin Alexandrowitsch (* 1984), russischer Schachgroßmeister und Pokerspieler
- Maslak, Paul, US-amerikanischer Filmproduzent und -regisseur
- Maslák, Pavel (* 1991), tschechischer Leichtathlet
- Maslakowa, Ljudmila Iljinitschna (* 1952), sowjetische Sprinterin
- Maslakowez, Juri Petrowitsch (1899–1967), russischer Physiker und Hochschullehrer
- Maslama (685–738), arabischer Feldherr, Sohn des Kalifen Abd al-Malik
- Maślana, Zuzanna (* 2004), polnische Kugelstoßerin
- Masland, Tom (1950–2005), US-amerikanischer Journalist und Pulitzer-Preisträger
- Maslanka, David (1943–2017), US-amerikanischer Komponist und Musikpädagoge
- Maślanka, Igor (* 2006), polnischer Fußballspieler
- Maslansky, Paul (1933–2024), US-amerikanischer Filmproduzent
- Maslany, Tatiana (* 1985), kanadische Schauspielerin und FernsehproduzentinTatiana Maslany (* 1985)

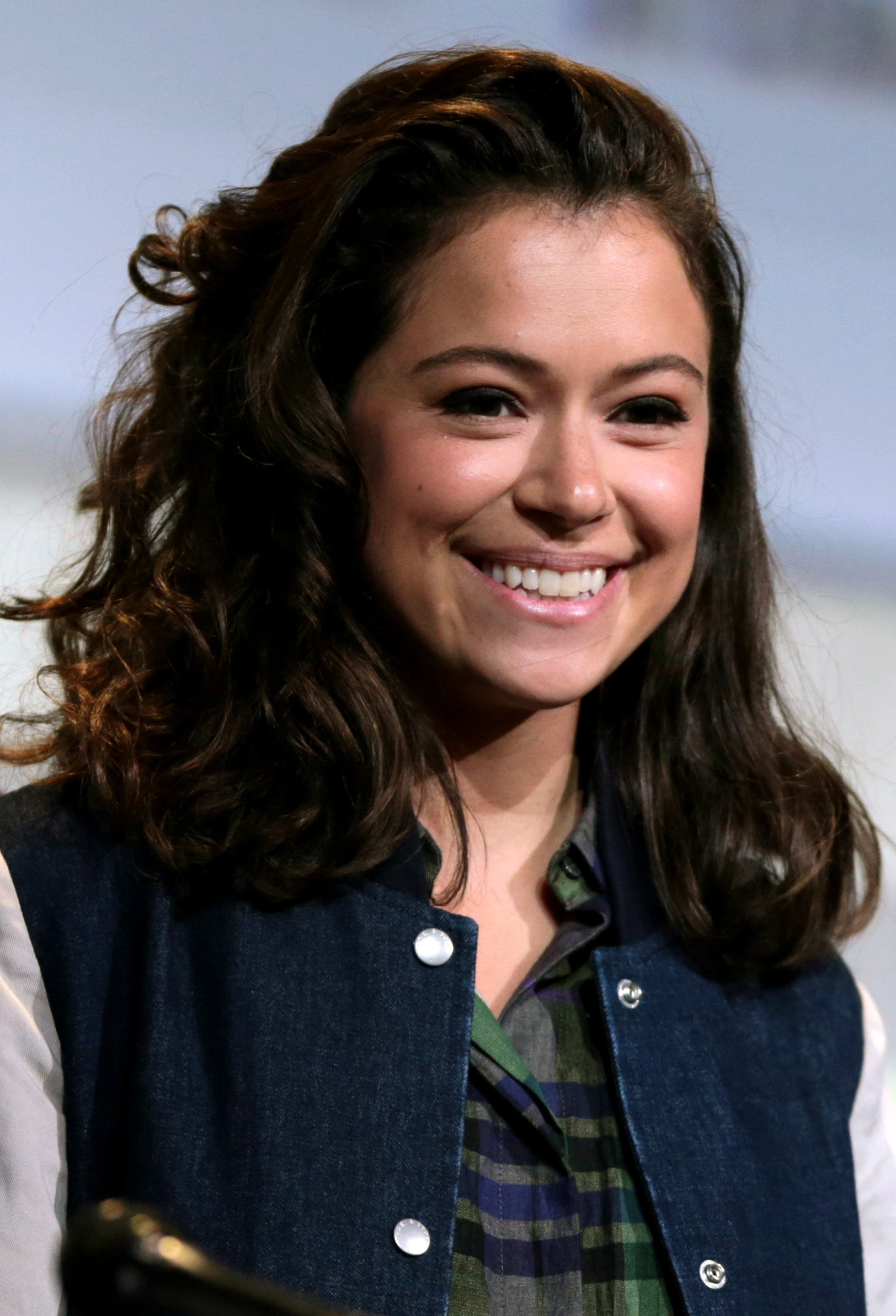
Tatiana Maslany (* 1985)

- Maslard, Oscar (* 1985), französischer Maler und Streetart-Künstler
- Maslatschenko, Wladimir Nikitowitsch (1936–2010), sowjetischer Fußballtorhüter
- Maslawa, Nastassja (* 1997), belarussische Hammerwerferin

### Masle
- Masle, Rok (* 2004), slowenischer Skispringer
- Maslejew, Dmitri Wladimirowitsch (* 1988), russischer Pianist
- Maslen, Scott (* 1971), britischer Schauspieler und Model
- Maslenkova, Milana (* 2001), usbekische Tennisspielerin
- Maslennikow, Alexei Dmitrijewitsch (1929–2016), russischer Opernsänger (Charaktertenor)
- Maslennikow, Igor Fjodorowitsch (1931–2022), sowjetisch-russischer Filmregisseur, Drehbuchautor und Filmproduzent
- Maslennikow, Iwan Iwanowitsch (1900–1954), sowjetischer Armeegeneral
- Maslennikow, Iwan Sergejewitsch (* 1982), russischer Bogenbiathlet
- Maslennikow, Sergei Jewgenjewitsch (* 1982), russischer Nordischer Kombinierer
- Maslennikow, Wladimir Anatoljewitsch (* 1994), russischer Sportschütze
- Maslennikowa, Margarita Nikolajewna (1928–2021), sowjetische Skilangläuferin
- Maslennikowa, Wera Nikolajewna (1926–2000), sowjetisch-russische Mathematikerin und Hochschullehrerin
- Masley, Frank (1960–2016), US-amerikanischer Rennrodler

### Masli
- Masli, Regina (* 1940), indonesische Badmintonspielerin
- Masliah, Eliezer, Mediziner
- Maslíková, Veronika (* 1986), slowakische Schachspielerin
- Maslin, Janet (* 1949), US-amerikanische Filmkritikerin und Journalistin
- Maslin-Kammerdeiner, Kim (* 1964), US-amerikanische Fußballspielerin
- Masliwez, Olha (* 1978), russisch-ukrainische Windsurferin und Trainerin

### Maslj
- Masljajew, Wadim Jefimowitsch (1914–1988), russischer Architekt und Hochschullehrer
- Masljakow, Alexander Wassiljewitsch (1941–2024), sowjetischer bzw. russischer Fernsehmoderator
- Masljonkin, Anatoli Jewstignejewitsch (1930–1988), sowjetischer Fußballspieler
- Masljonko, Marina (* 1982), kasachische Sprinterin
- Masljukow, Juri Dmitrijewitsch (1937–2010), russischer Politiker

### Maslo
- Maslo, Uli (* 1938), deutscher Fußballtrainer
- Maslobojev, Sergej (* 1987), litauischer Mixed Martial Arts, Boxer und Kickboxer
- Masloch, Gudrun (* 1969), deutsche Diplomatin
- Masloff, Sophie (1917–2014), US-amerikanische Politikerin
- Maslouskaja, Wera (1896–1981), belarussische Aktivistin, Pädagogin und Dichterin
- Maslov, Eugene (* 1959), russischer Jazzmusiker
- Maslovar, Nenad (* 1967), montenegrinischer Fußballspieler
- Maslow, Abraham (1908–1970), US-amerikanischer Psychologe
- Maslow, Anatoli Alexandrowitsch (* 1946), russischer Physiker für Strömungsmechanik
- Maslow, Arkadi (1891–1941), kommunistischer Politiker
- Maslow, James (* 1990), US-amerikanischer Schauspieler und SängerJames Maslow (* 1990)

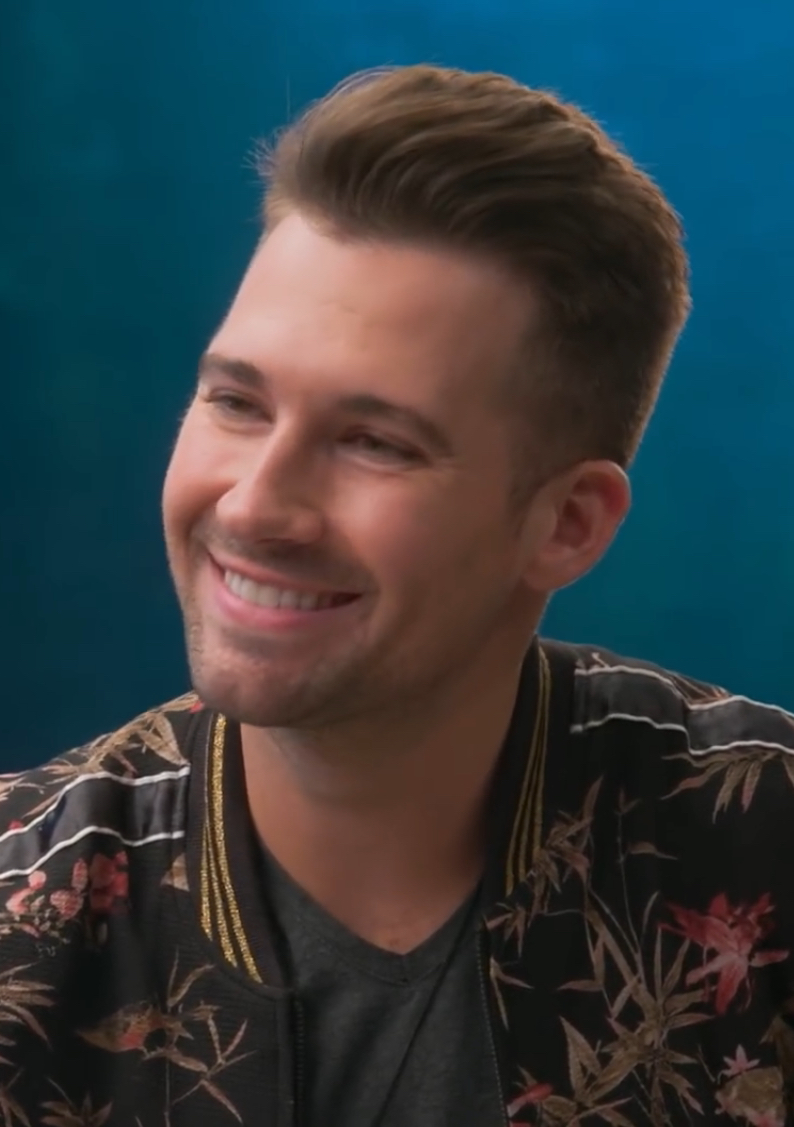
James Maslow (* 1990)

- Maslow, Pawel Jewgenjewitsch (* 2000), russischer Fußballspieler
- Maslow, Pjotr Pawlowitsch (1867–1946), sowjetischer Journalist und Wirtschaftswissenschaftler
- Maslow, Stanislaw (* 1989), ukrainischer Leichtathlet
- Maslow, Steve (* 1944), US-amerikanischer Tontechniker
- Maslow, Waleri Pawlowitsch (1940–2017), russischer Fußball- und Bandyspieler und Trainer
- Maslow, Wiktor Alexandrowitsch (1910–1977), sowjetischer Fußballspieler und -trainer
- Maslow, Wiktor Pawlowitsch (1930–2023), russischer Mathematiker und mathematischer Physiker
- Maslowa, Darja (* 1995), kirgisische Leichtathletin
- Maslowa, Dina (* 1984), kirgisische Journalistin und Chefredakteurin
- Maslowa, Gali Semjonowna (1904–1991), sowjetische Historikerin und Ethnografin
- Maslowa, Walerija Olegowna (* 2001), russische Handballspielerin
- Masłowska, Dorota (* 1983), polnische SchriftstellerinDorota Masłowska (* 1983)

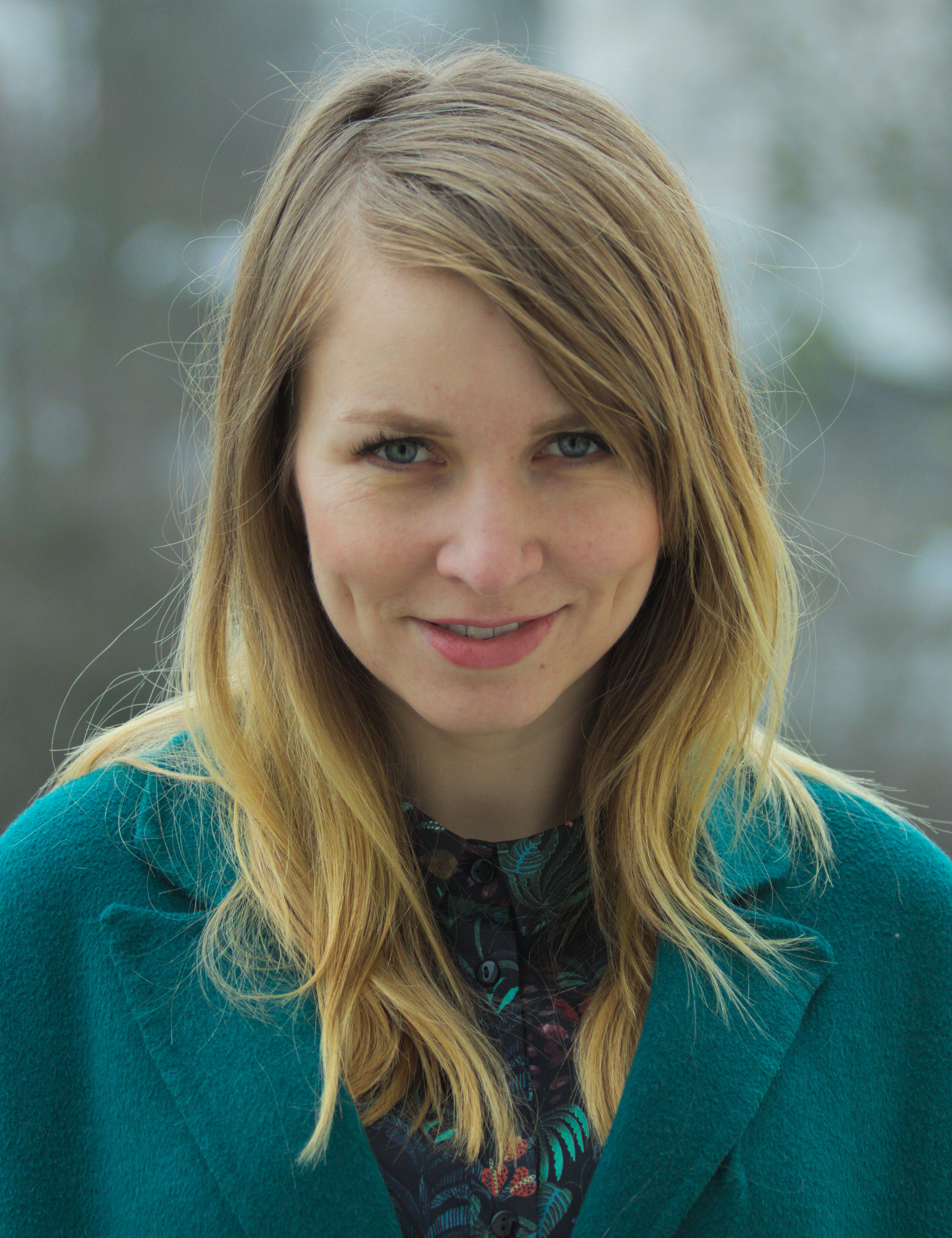
Dorota Masłowska (* 1983)

- Masłowska, Gabriela (* 1950), polnische Politikerin, Mitglied des Sejm
- Masłowska, Mirosława (1943–2023), polnische Ärztin und Politikerin, Mitglied des Sejm
- Maslowski, Alexander Alexandrowitsch (* 1992), russischer Fußballspieler
- Maslowski, Erwin (* 1950), deutscher Fußballspieler
- Masłowski, Michał (* 1989), polnischer Fußballspieler
- Maslowski, Peter (1893–1983), deutscher Politiker (USPD, KPD), MdR, Journalist und Religionskritiker
- Maslowski, Peter (* 1944), US-amerikanischer Militärhistoriker
- Masłowski, Piotr (* 1988), polnischer Handballspieler
- Masłowski, Stanisław (1853–1926), polnischer Maler

### Masly
- Maslyk, Mariann (* 1982), färöische Fußballspielerin